# 大多田インターチェンジ
大多田インターチェンジ（おおただインターチェンジ）は、広島県東広島市黒瀬町大多田にある東広島呉自動車道のインターチェンジ（地域活性化インターチェンジ）である。
2013年6月11日に国土交通相より追加インターチェンジとして認可された。高屋JCT方面出入口のみのハーフインターチェンジである。

## 歴史
- 2013年（平成25年）6月11日 : 国土交通省より追加設置されることが決定[1]。
- 2015年（平成27年）3月15日 : 馬木IC - 黒瀬IC間開通。
- 2016年（平成28年）11月30日 : IC名称が「大多田IC」に正式決定[2]。
- 2017年（平成29年）4月9日 : 供用開始[3][4]。

## 周辺
- 広島県立黒瀬高等学校
- 武田中学校・高等学校

## 接続する道路
- 広島県道338号吉川大多田線

## 料金所
国土交通省が管轄する無料区間のため、料金所は設置されていない。

## 隣
E75 東広島呉自動車道
(4)馬木IC - (4-1)大多田IC - (5)黒瀬IC